# Somatina rosacea
Somatina rosacea är en fjärilsart som beskrevs av Swinhoe 1894. Somatina rosacea ingår i släktet Somatina och familjen mätare. Inga underarter finns listade i Catalogue of Life.